# ضفدع كوري بني
ضفدع كوري بني (الاسم العلمي: Rana coreana) (بالإنجليزية: Korean brown frog)‏ هو نوع من البرمائيات يتبع جنس الضفدع الحقيقي من فصيلة الضفادع الحقيقية.